# 高脊漠甲属
高脊漠甲属（学名：Podhomala）是拟步行虫科的一属。

## 下属物种
本属包括以下物种：
- Podhomala suturalis Solier, 1836